# Eine Frage des Glaubens
Eine Frage des Glaubens (Originaltitel: A Question of Faith, Verweistitel: A Question of Faith – Eine Frage des Glaubens) ist ein US-amerikanisches christliches Filmdrama aus dem Jahr 2017.

## Handlung
Pastor David Newman bereitet sich darauf vor, die Leitung der Baptistenkirche von seinem Vater zu übernehmen. Obwohl auch er selbst ein liebender Vater und Ehemann ist, verstößt er gegen das Versprechen, seinen zwölfjährigen Sohn Eric zu einem für ihn wichtigen Basketballspiel abzuholen; er wird durch eine wichtige Besprechung mit seiner neuen Managerin abgehalten, rechtzeitig da zu sein.
Die alleinerziehende Restaurantbesitzerin Kate Hernandez, stolze Mutter der 17-jährigen Maria, kann ihrer Tochter den Wunsch nicht erfüllen, ein exklusives College zu besuchen, da ihr die finanziellen Mittel dafür fehlen. Maria arbeitet für das Restaurant und liefert Menübestellungen aus. Kate ermahnt ihre Tochter, das Mobiltelefon nicht während der Fahrt zu benutzen.
John Danielson, Eigentümer einer nahezu bankrotten Baufirma, setzt alle Hoffnung in die mögliche Gesangskarriere seiner Tochter Michelle, damit er sich von ihr Geld für seine Firma leihen kann. Seine Bank gibt ihm eine letzte Frist, einen Kredit in Höhe von $ 41.000 bis Monatsende zu zahlen. Michelle bricht aufgrund eines angeborenen Herzfehlers erschöpft bei einer Gesangsprobe zusammen. Sie wird ins Krankenhaus eingeliefert. Der behandelnde Arzt macht den Eltern wenig Hoffnung, da Michelle sehr bald ein Spenderherz braucht; ihr eigenes Herz ist nicht mehr stark genug um ihren Organismus ausreichend mit Sauerstoff zu versorgen.
An jenem Tag überschneiden sich die Schicksale dieser Menschen. Maria verschickt während der Fahrt mit dem Auto Textnachrichten von ihrem Mobiltelefon. Aus Unachtsamkeit übersieht sie Eric, den Sohn des Pastors, und fährt in an, als dieser gerade die Straße überqueren will. Schwer verletzt wird Eric ins Krankenhaus eingeliefert. Maria wird verhaftet und der Richterin vorgeführt; sie landet im Gefängnis. Die Ärzte diagnostizieren ein schweres Hirntrauma bei Eric, der künstlich beatmet werden muss. Als nach einer Woche keine Hoffnung mehr auf Besserung von Erics Zustand besteht, wollen die Ärzte die lebenserhaltenden Geräte abschalten und die Eltern zur Organspende überreden. Pastor Newman und sein ältester Sohn Junior sind anfangs dagegen, aber die Mutter befürwortet das Vorhaben. Sie will eine Initiative ins Leben rufen, um Jugendliche über die Gefahren der Benutzung von Mobiltelefonen während der Fahrt aufzuklären; auch will sie die jungen Leute zur Organspende ermutigen.
Als Pastor Newman an einem Arbeitsessen im örtlichen Restaurant teilnimmt, erfährt er von der Kellnerin, dass die Tochter der Besitzerin, Kate Hernandez, zurzeit keine Kunden beliefern kann, weil sie nicht mehr zur Arbeit erscheint. David ist tief bestürzt, als er durch Nachhaken erfährt, dass es Maria Hernandez war, die seinen Sohn angefahren und schwer verletzt hat. Zu Hause angekommen, will David er nicht an dem Abendessen teilnehmen, obwohl seine Eltern zu Gast sind. Er hadert mit Gott und kann nicht begreifen, warum Gott seinen Sohn so früh aus dem Leben gerissen hat. Aber sein Vater redet ernst auf ihn ein und erinnert ihn an seine Pflichten als Pastor; er muss auch bereit, sein anderen zu vergeben, so auch Maria. David entschuldigt sich bei seiner Frau Theresa für sein Verhalten und offenbart ihr, dass er Maria helfen will. David spricht mit dem Staatsanwalt und erreicht daraufhin die Freilassung Marias.
Als Eric verstirbt, wird sein Herz für die Organspende freigegeben. Die Empfängerin ist die schwerkranke Michelle, die dringend ein neues Herz braucht. Ihre Eltern sind erleichtert und dankbar, dass es ihrer Tochter schnell bessergeht; sie ist aber noch zu schwach um wieder singen zu können. Ihr Vater aber wartet voller Ungeduld auf den Tag, an dem Michelle wieder ihre Gesangskünste vor Publikum darbieten kann. Durch ihren Schwächeanfall beim Vorsingen vor Vertretern einer Plattenfirma hatte sie ihre Chance auf einen Vertrag verloren, was durch ein offizielles Schreiben bestätigt wurde.
Währenddessen sucht die Gemeindeleitung verzweifelt nach einem Unternehmer, der den geplanten Neubau innerhalb einer gewissen Frist bewerkstelligen kann. John Danielson trifft Pastor Newman, lehnt das Projekt aber aus persönlichen Gründen ab. Aber Pastor Newman ist überzeugt, das Danielson der einzige und richtige Bauunternehmer ist, der das geplante Projekt termin- und kostengerecht abschließen kann. Sodann taucht David Newman unangemeldet bei Danielson auf und überredet ihn schließlich, den Auftrag anzunehmen. John Danielson ist erleichtert und froh, dass er durch den erhaltenen Vorschuss seine Schulden jetzt abbezahlen kann. Er wundert sich über die Großzügigkeit von Pastor Newman, der noch nicht einmal Referenzen einfordert und den Auftrag ohne Wenn und Aber erteilt.
Die Eltern von Michelle erfahren, dass der verstorbene Eric, der Sohn von Pastor Newman, der Spender ist. Tiefberührt bedanken sich John Danielson und seine Frau bei der Familie von David Newman. Sie werden Freunde und gehen gemeinsam in dem Restaurant essen, wo auch Kate Hernandez sie bedient. Pastor Newman lädt alle zu sich in den Gottesdienst ein, wo auch die von seiner Frau Theresa ins Leben gerufene Initiative vorgestellt werden soll. Als Theresa ein Wunschlied vorträgt, bricht sie unter Tränen ab. In dem Moment betritt Michelle mit ihren Eltern die Kirche und übernimmt zur Überraschung aller Anwesenden den Gesang; sie kann wieder so kräftig singen wie einst vor ihrem Zusammenbruch. Theresa ist tief berührt, als sie erfährt, dass das Herz ihres Sohnes Eric jetzt in der Brust von Michelle kräftig weiterschlägt.
Pastor Newman hält die Predigt und berichtet über den tragischen Verlust seines Sohnes. Auch Maria ist mit ihrer Mutter anwesend. David Newman betet zusammen mit Maria und fragt sie, ob sie den Glauben an Jesus annehmen möchte. Maria tut dieses und erfährt die volle Vergebung ihrer Tat durch die Familie Newman.

## Rezeption

### Veröffentlichung
Eine Frage des Glaubens wurde am 29. September 2017 veröffentlicht. In der ersten Woche erzielte der Film Einnahmen von 1,1 Millionen US-Dollar an 661 Kinokassen. Die gesamten Einnahmen beliefen sich auf 2,6 Millionen US-Dollar.

### Kritiken
The Hollywood Reporter fand den Film „erhebend, wenn man daran glaubt“, würdigte die Leidenschaft von Regisseur Kevan Otto für den Film und Richard T. Jones „Fähigkeit, den Bogen seiner Figur ‚fast glaubwürdig‘ zu gestalten“, kritisierte aber das schwerfällige Geschichtenerzählen und die technischen Aspekte des Films, die er „eher auf der Ebene des ausgestrahlten Fernsehens als des Kinos“ feststellte. Die LA Times nannte es „ein religiöses Pamphlet mit Schauspielern“ und sagte, dass das Drehbuch „wie ein erster Entwurf spielt, […] das aus einem Handbuch stammt und mit zweidimensionalen Charakteren und Dialogen […] durchsetzt ist.“ Auf Rotten Tomatoes erzielte das Filmdrama eine Quote von 40 %, basierend auf 5 Bewertungen (5,8/10).